# Suite101
Suite101 fue un sitio de publicación colaborativa. Generaba ingresos por publicidad y repartía los ingresos a los colaboradores.

## Historia
Suite101 se inició en 1996 en Vancouver, Canadá. Los fundadores originales fueron escritores de no ficción y de ficción que invitaron a escritores locales a visitar el sitio y publicar artículos sobre una variedad de temas. El sitio continuó durante casi una década (1996-2005) siendo solo un medio para los escritores para compartir sus conocimientos. Durante este tiempo, se ofrecieron los cursos en línea llamados "Universidad Suite" en un intento de crear ingresos para la compañía, pero este esfuerzo no sobrevivió.
Para el 2005, los visitantes únicos del sitio llegaron a cuatro millones al mes. En 2006 la compañía fue adquirida por inversionistas canadienses y alemanes, incluyendo Boris Wertz, exfundador de JustBooks.de y COO anterior en AbeBooks. A él se unió en la compra del brazo de medios digitales de Hubert Burda Media, una de las editoriales más importantes de Alemania. Bajo este nuevo liderazgo, Suite101 amplió su equipo de redacción, en parte, mediante la contratación de editores profesionales de libros y revistas como redactores jefe que supervisen los contenidos de los colaboradores. Por el lado del modelo de negocio, el sitio, bajo el nuevo CEO Peter Berger, añadió publicidad para cada artículo de la página a través de una asociación con Google AdSense.
En septiembre de 2008, Suite101 se expandió a Europa con el lanzamiento de Suite101.de para lectores en idioma alemán y el establecimiento de una oficina en Berlín. Esto fue seguido por el lanzamiento de Suite101.fr en Francia con Jeremy Reboul, y Suite101.net, de la mano de Eva Fontiveros, para España y Latinoamérica en septiembre de 2009, y el establecimiento de oficinas en París y Madrid.
Para el año 2009 contaba con más de 17 millones de lectores únicos al mes y una red formada por más de 4.000 colaboradores en todo el mundo y con más de 200.000 artículos publicados.
En noviembre de 2009, Suite101.com fue nombrado por comScore como uno de los 10 sitios web de más rápido crecimiento basado en el crecimiento del tráfico de red de los Estados Unidos.
En 2011, los efectos de las actualizaciones del algoritmo Panda de Google redujo los lectores de Suite101.com en un 60%, aunque no afectó a la plataforma en español salvo para beneficiarla positivamente en tráfico. No obstante, una de las principales consecuencias del descenso de tráfico en la empresa matriz fue la reorganización Suite101 que implicó la eliminación del equipo editorial en sus oficinas europeas. Poco después, Michael Kedda fue nombrado como CEO. Kedda relanzó el sitio en 2012 como una plataforma de publicación orientada a la comunidad.
En marzo de 2013, Suite101 cesó la publicación de artículos y unos meses después la empresa dejó de existir, mientras algunos colaboradores que trabajaban en el sitio mantuvieron la publicación de artículos en otro espacio de publicación tanto en inglés como en español.